# Аралагашский сельский округ
Аралагашский сельский округ (каз. Аралағаш ауылдық округі) — административная единица в составе Аккайынского района Северо-Казахстанской области Казахстана. Административный центр — село Аралагаш.
Население — 1368 человек (2009, 2049 в 1999, 2649 в 1989).

## История
Аралагашский сельсовет образован 13 апреля 1978 года указом Президиума Верховного совета Казахской ССР. 12 января 1994 года постановлением главы Северо-Казахстанской областной администрации создан Аралагашский сельский округ.

## Социальные объекты
В округе функционируют две средние школы, пришкольный интернат, 2 мини-центра для детей дошкольного возраста, 2 медицинских пункта, клуб, Дом культуры. При Аралагашском сельском клубе осуществляет деятельность казахский народный театр. В округе имеется стадион, хоккейный корт, почта, мечеть, 2 библиотеки.

## Состав
В состав округа входят такие населенные пункты:
| Населенный пункт | Население, человек (1989) | Население, человек (1999) | Население, человек (2009) |
| ---------------- | ------------------------- | ------------------------- | ------------------------- |
| Амангельды, село | 358                       | 254                       | 91                        |
| Аралагаш, село   | 992                       | 740                       | 465                       |
| Рублевка, село   | 1299                      | 1055                      | 812                       |